# Минино (Мининский сельсовет)
Ми́нино — посёлок в Емельяновском районе Красноярского края. Административный центр Мининского сельсовета.

## География
Посёлок находится в центральной части края, в пределах подтаёжно-лесостепного района лесостепной зоны, при железнодорожной линии Ачинск I — Бугач КрасЖД, на расстоянии приблизительно 13 км (по прямой) к юго-западу от посёлка городского типа Емельяново, административного центра района. Абсолютная высота — 343 м над уровнем моря.
Климат
Климат характеризуется как континентальный, с продолжительной морозной зимой и коротким тёплым летом. Средняя температура воздуха самого тёплого месяца (июля) составляет 19 °C (абсолютный максимум  38 °C); самого холодного (января) — −16 °C (абсолютный минимум — −53 °C). Продолжительность безморозного периода составляет в среднем 95 — 115 дней. Среднегодовое количество атмосферных осадков составляет 430—680 мм, из которых большая часть выпадает в летний период.

## История
Основан в 1908 году. По данным 1926 года в населённом пункте имелось 19 хозяйств и проживало 67 человек (27 мужчин и 40 женщин). В национальном составе населения того периода преобладали русские. Функционировала школа I ступени. В административном отношении входил в состав Красноярского района Красноярского округа Сибирского края.

## Население
| 2010 |
| ---- |
| 1975 |

Половой состав
По данным Всероссийской переписи населения 2010 года в гендерной структуре населения мужчины составляли 48,7 %, женщины — соответственно 51,3 %.
Национальный состав
Согласно результатам переписи 2002 года, в национальной структуре населения русские составляли 93 % из 1750 чел.